# Калоферская коза
Кало́ферская коза, болгарская длинношёрстная коза (болг. Местна дългокосместа (калоферска) коза) — редкая болгарская порода коз с очень длинной шерстью. Из шкур козлов этой породы шьют знаменитые кукерские костюмы с шерстью наружу.

## История
Аборигенная порода коз возникла путём народной селекции в районе города Калофер и близлежащих сёл в общине Карлово. Разводится главным образом в хозяйствах юго-западной Болгарии. Родословная книга ведётся с 2009 года, селекционный контроль осуществляет Ассоциация местных пород коз в Болгарии (болг. Асоциация за автохтонни породи кози в България). Первоначально контролируемое племенное поголовье не превышало семисот особей, которых содержали в тринадцати стадах. В целом в Болгарии численность животных этой породы не превышает 7-8 тысяч, она включена в программу поддержки редких и исчезающих пород, которая предусматривает выплату субсидий владельцам племенных животных, находящихся под селекционным контролем.

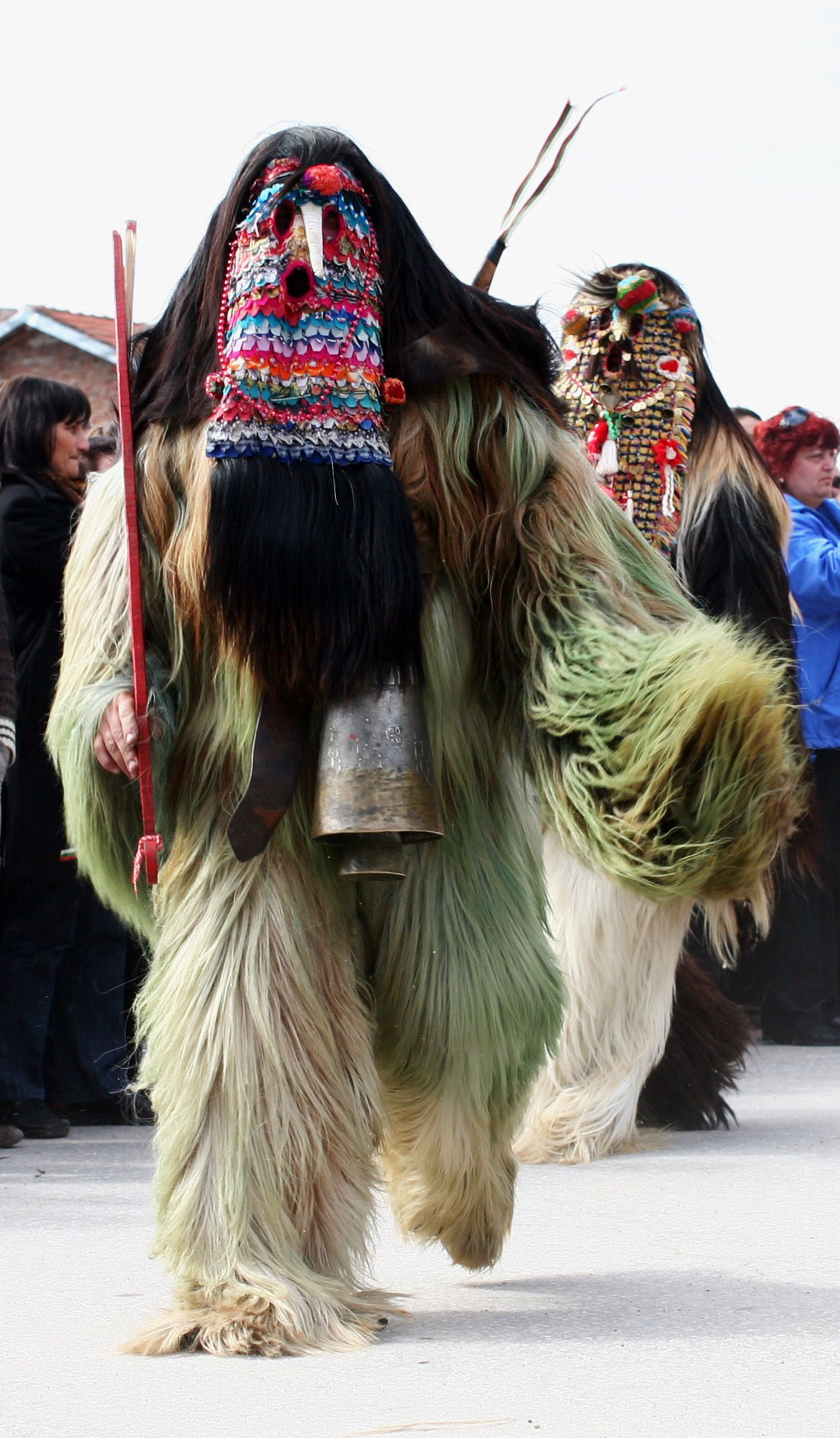
Кукеры в ритуальных костюмах из шкур калоферских козлов

## Описание
Калоферская коза гармонично сложена, корпус удлинённый с глубокой грудью, хорошо обмускуленный, костяк крепкий, половой диморфизм явно выражен. Высота козлов в холке 75-90 см, вес самок 45-60 кг, самцов — 80-90 кг. Голова с прямым профилем, уши довольно длинные и полувисячие. Рога имеются у животных обоих полов, но у самок рога саблевидные и направлены назад, а у самцов рога большие, направлены назад и в стороны и закручены в крупные спирали. Шерсть длинная, густая по всему корпусу, с длинным лёгким подшёрстком. На лбу имеется характерная чёлка, которая у козлов может закрывать морду и достигать носа. Борода у козлов полностью охватывает шею. Шерсть на ногах густая и закрывает копыта. Окрас сплошной или пёстрый двухцветный, пигмент чёрный или чёрно-серый, редко коричневый.

## Продукция
Порода не является высокопродуктивной, хотя мясо молодых животных вкусное и сочное, без специфического запаха и привкуса. Надои молока за сезон могут достигать 150-200 литров. Порода разводится главным образом ради шкур. Шкуры калоферских коз тонкие, лёгкие, с длинной шелковистой шерстью, очень мягкой и густой. Длина шерсти у самок обычно достигает 40-50 см, самцы могут иметь и более длинную шерсть и поэтому ценятся намного больше. Цена шкуры или живого козла тем выше, чем длиннее и лучше шерсть. Так, козы калоферской породы продаются за 100—300 левов, а цена на козлов с качественной шерстью длиной 75-80 сантиметров превышает 3500 левов. Цена на выдающиеся шкуры с отличной шерстью длиной более 90 см достигает пяти тысяч левов и более. Чтобы вырастить и сохранить столь длинную шерсть, козлов содержат в стойлах и не выпускают на пастбище, кормят ячменём и сеном.